# ایویتسا داچیچ
ایویتسا داچیچ (سیریلیک صربی: Ивица Дачић؛ زادهٔ ۱ ژانویهٔ ۱۹۶۶) یک سیاست‌مدار اهل صربستان است.